# Das Traumhotel – Brasilien
Brasilien ist ein deutsch-österreichischer Fernsehfilm von Otto Retzer aus dem Jahr 2012. Es ist die 18. Folge der Filmreihe Das Traumhotel.

## Handlung
Markus Winter hat erst vor kurzer Zeit das Management eines Hotels im brasilianischen Salvador da Bahia seiner Hotelkette Siethoff an seine Tochter Leonie übergeben. Nun reist er nach Salvador, weil er erfahren hat, dass in seinem Hotel Diebstähle geschehen, von denen seine Tochter nichts berichtet hat. Gerade so konnte Markus einen rufschädigenden Artikel eines Journalisten verhindern. Markus checkt unter falschem Namen in seinem Hotel ein und begibt sich auf die Suche nach dem Dieb. Auch Fehlbestellungen im Hotel und andere falschlaufende Dinge in der Verwaltung stellen Leonie vor ein Rätsel.
Im Hotel sind verschiedene Gäste eingeschrieben: Schriftstellerin Sarah Ingenhoven ist mit ihrem kleinen Sohn Anton da, hat jedoch für ihr Kind keine Zeit, weil sie ihren neusten Roman fertigstellen muss. Rentner Leopold Wagner ist mit seiner vorgeblichen Ehefrau Henriette angereist und erhält anlässlich des 50. Hochzeitstages die Honeymoon-Suite zugewiesen.
Markus verdächtigt den Sänger des Hotels Ricardo, der regelmäßig mit verschiedenen Dingen das Hotel verlässt und in die Innenstadt fährt. Anton begleitet ihn oft, um mit den Straßenkindern im Ort Fußball zu spielen. Ricardo hat ein Verhältnis mit Leonie angefangen, was Markus missfällt. Er sieht ihn zudem Küsse mit einer fremden Frau austauschen und glaubt nun, dass Ricardo Leonie betrügt. Weitere Nachforschungen ergeben, dass Ricardo nicht wie behauptet studiert und auch keinen Schulabschluss besitzt. In seiner Tasche findet sich zudem Antons MP3-Player, der als gestohlen gilt. Auch Leopold und Henriette machen sich verdächtig, da beide nicht wie behauptet verheiratet sind, Henriette in verschiedenen Situationen zum Flunkern neigt und übermütig einen Oldtimer einer Autoausstellung auf dem Hotelgelände „ausborgt“, um mit Leopold eine Rundfahrt zu unternehmen. Leopolds Sohn Götz reist mit seiner Frau Silke an, ist Leopold doch in Österreich aus einem Altersheim verschwunden. Er glaubt, dass Henriette es nur auf das Geld des Vaters abgesehen hat, doch stellt sich heraus, dass Henriette selbst vermögend ist und in ihrem letzten Lebensabschnitt einfach nur all das nachholen will, was sie bisher verpasst hat. Auch Ricardo erweist sich als unschuldig, ist die fremde Frau doch seine Schwester. Die Dinge, die er in die Stadt brachte, waren nur Lebensmittel für die armen Straßenkinder, die im Hotel nicht mehr gebraucht wurden.
Am Ende wird alles aufgeklärt: Für die organisatorischen Fehler des Hotels ist die Rezeptionistin und Vertreterin Leonies, Bea Trees, verantwortlich, die es nicht verwinden konnte, dass Leonie an ihrer Stelle Leiterin des Hotels wurde. Leonie gibt ihr dennoch eine zweite Chance. Die Diebstähle wurden von Anton verübt, der es ungerecht fand, dass die armen Straßenkinder nichts, die Hotelgäste aber alles haben. Er gibt alle gestohlenen Dinge zurück. Auch Leonie und Ricardo werden nun wieder ein Paar, nachdem Markus Ricardo von allen Verdächtigungen freisprechen konnte.

## Produktion
Das Traumhotel – Brasilien wurde ab 29. August 2011 vor Ort in Rio de Janeiro und Salvador da Bahia gedreht. Antonio Nicanor tritt im Film als Double des Fußballers Pelé auf. Der Film erlebte am 13. Januar 2012 parallel auf dem Ersten und ORF 2 seine Fernsehpremiere.

## Kritik
Für den film-dienst war Das Traumhotel – Brasilien „anspruchslos-triviale (Fernseh-)Unterhaltung, die hinlänglich bekannte Plot-Bausteine der Reihe variiert.“
Die TV Spielfilm zeigte für den Film den Daumen runter, nannte ihn eine „TV-Urlaubsschmonzette“ und schrieb, die Traumhotel-Folge „verknüpft Ärger und Amouren lose zu einem sonnig-seichten Nichts. Postkartenidylle, ein bisschen Sozialromantik und Karneval inklusive. [Fazit:] Samba, Sonne, Suppenkasperletheater.“